# Anna Szyszka
Anna Szyszka (ur. 16 września 1949 w Elblągu) – polska prawnik, działaczka społeczna i samorządowa, w 2007 wojewoda warmińsko-mazurski.

## Życiorys
W 1977 ukończyła studia na Wydziale Prawa i Administracji Uniwersytetu Gdańskiego. Odbyła też studia podyplomowe w Centrum Kształcenia Podyplomowego Kadr Medycznych w Warszawie, uzyskując I i II stopień specjalizacji w zakresie organizacji pomocy społecznej.
Była wicedyrektorem elbląskiego szpitala wojewódzkiego, a także od 1990 dyrektorem Wojewódzkiego Zespołu Pomocy Społecznej w tym mieście. Pracowała także w wydziale polityki społecznej w Warmińsko-Mazurskim Urzędzie Wojewódzkim w Olsztynie, a później w delegaturze elbląskiej Urzędu Wojewódzkiego.
Przez dwie kadencje w latach 90. sprawowała mandat radnej rady miasta w Elblągu. W pierwszej pełniła jednocześnie funkcję przewodniczącej Komisji Zdrowia i Pomocy Społecznej, w drugiej była członkiem Komisji Prawa i Praworządności oraz Komisji Polityki Społecznej.
19 stycznia 2006 powołano ją na stanowisko wicewojewody warmińsko-mazurskiego. 18 stycznia 2007 została pełniącą obowiązki wojewody warmińsko-mazurskiego po zdymisjonowaniu wojewody Adama Supła. 2 kwietnia 2007 premier Jarosław Kaczyński mianował ją wojewodą warmińsko-mazurskim. Funkcję tę pełniła do 29 listopada 2007.
W 1999 została prezesem Elbląskiego Stowarzyszenia Organizatorów Pomocy Społecznej.
Jest mężatką, ma dwóch synów.

## Odznaczenia i wyróżnienia
W 2009 prezydent RP Lech Kaczyński odznaczył ją Krzyżem Kawalerskim Orderu Odrodzenia Polski. W 2008 otrzymała nagrodę przyznaną przez ministra pracy i polityki społecznej za zaangażowanie w realizację programów dotyczących przeciwdziałania wykluczeniu społecznemu.